# Neal Hart
Neal Hart (7 de abril de 1879 - 2 de abril de 1949) foi um ator de cinema estadunidense que iniciou sua carreira na era do cinema mudo, alcançando a era sonora, e que atuou em 148 filmes entre 1916 e 1949. Hart foi também diretor cinematográfico, dirigiu 21 filmes entre 1919 e 1928; roteirista, escrevendo 10 roteiros para o cinema; produtor cinematográfico com 8 filmes produzidos.

## Biografia
Neal Hart nasceu Cornelius Augustus Hart Jr., em Staten Island, Nova Iorque. Seu primeiro filme foi o curta-metragem Across the Rio Grande, em 1916, pela Bison Motion Pictures. Atou em seguida em vários curta-metragens e seriados, tais como The Mystery Ship (1917) e The Lion's Claws (1918). Nos anos 1920 atuou em Westerns, tais como Valley of Vanishing Men (1924) e quando iniciou o cinema falado, passou a trabalhar em pequenos papéis não creditados, tais como em Cleópatra, de 1934, e The Night Riders (1939). Seu último filme foi The Wyoming Bandit (1949).
O primeiro filme que dirigiu foi When the Desert Smiles, em 1919. Dirigiu mais 20 filmes, até 1928, quando teve sua última direção, His Destiny. Além de atuar e dirigir, escreveu 10 roteiros para o cinema e produziu 8 filmes, entre 1919 e 1923.

## Vida pessoal e morte
Foi casado com Lula Gertrude Pielstick entre 20 de março de 1911 até 2 de abril de 1949, sua morte, e tiveram um filho, Thomas Marvin Hart (1912-1972).
Hart foi um parente distante de William S. Hart e morreu em Woodland Hills, Los Angeles, em 1949.

## Filmografia parcial
Atuação
- Across the Rio Grande (1916)
- Stampede in the Night (1916)
- The Night Riders (1916)
- The Passing of Hell's Crown (1916)

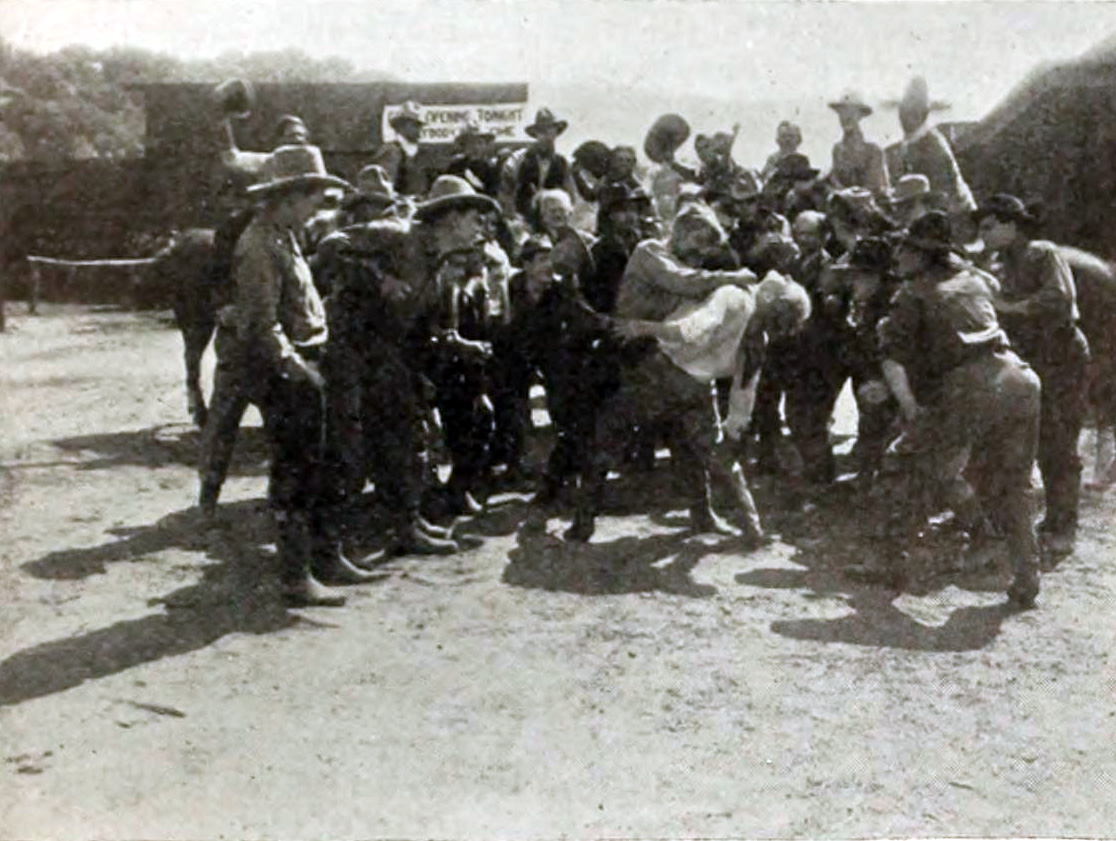
Cena do filme The Committee on Credentials, de 1916, em que Hart atuou.

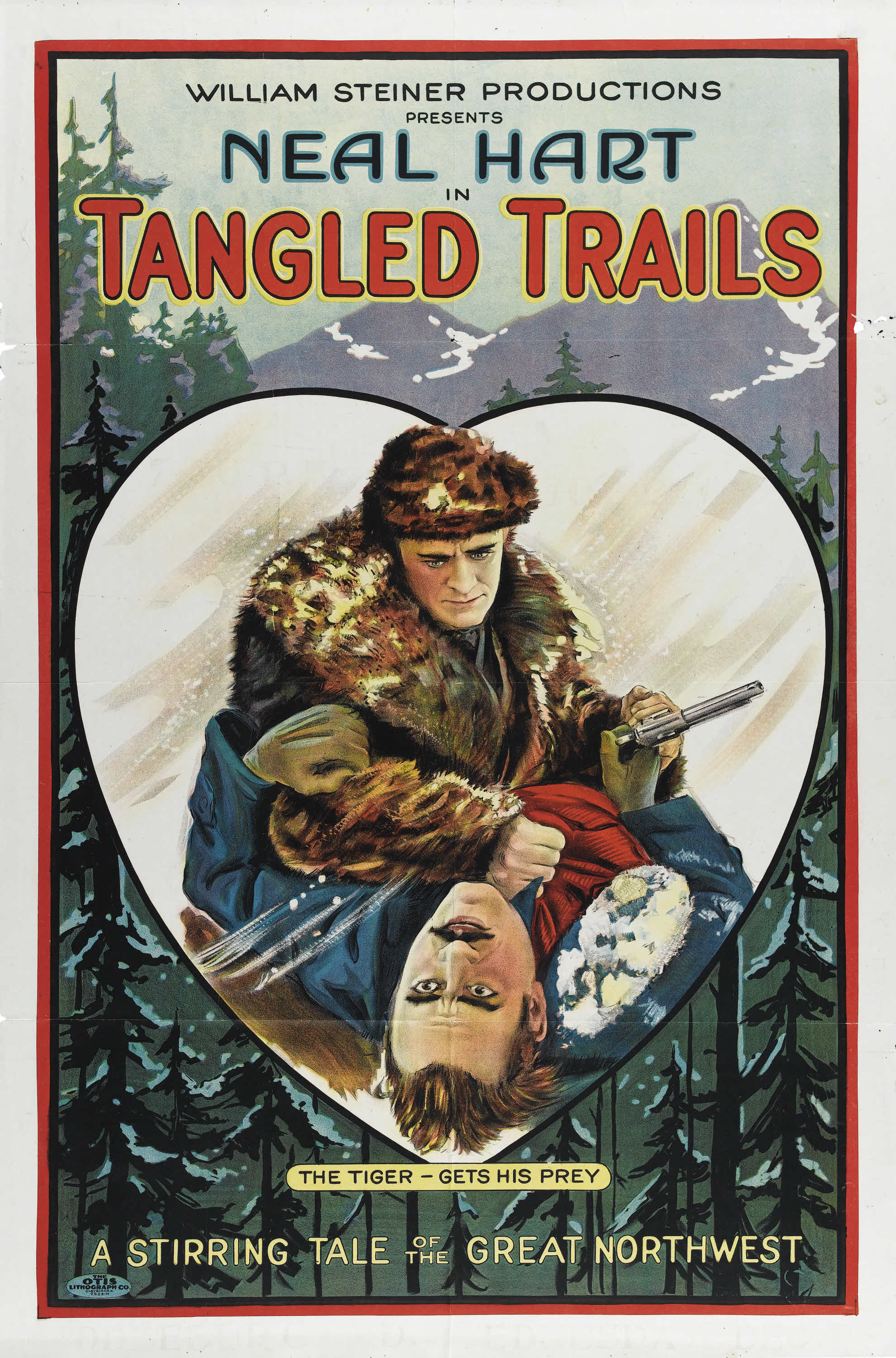
Cena do filme Tangled Trails, de 1921

- The Committee on Credentials (1916)
- For the Love of a Girl (1916)
- Love's Lariat (1916)
- Liberty (1916, seriado)
- The Man from Montana (1917)
- The Mystery Ship (1917, seriado)
- The Lion's Claws (1918, seriado)
- The Iron Test (1918, seriado)
- The Crow (1919)
- Tangled Trails (1921)
- Valley of Vanishing Men (1924)
- The Scarlett Brand (1927)
- The Dude Bandit (1933)
- Cleopatra (1934)
- The Renegade Ranger (1938)
- Cowboy from Brooklyn (1938)
- The Story of Vernon and Irene Castle (1939)
- The Ranger and the Lady (1940)
- Badman's Territory (1946) (não-creditado)
- The Wyoming Bandit (1949)

Direção
- When the Desert Smiles (1919)
- Valley of Vanishing Men (1924)
- The Scarlett Brand (1927)
- His Destiny (1928)